# David Richard Warholm
David Richard Warholm, född den 18 september 1827 i Böne församling, Älvsborgs län, död den 18 maj 1900 i Kalmar stadsförsamling, Kalmar, var en svensk präst, sonson till Olof Warholm, bror till Johan Wilhelm, Clas och Gottfrid Warholm.
Warholm blev efter studier i Lund filosofie magister där 1850, teologie kandidat 1855, prästvigd samma år, kyrkoherde i Vänersborg 1859, extra ordinarie hovpredikant 1874, domprost i Kalmar 1877 och teologie doktor 1893. Under en följd av år fungerade han som censor vid mogenhetsexamina.
Omedelbart efter sin flyttning till Kalmar valdes han av stiftets prästerskap till ombud vid kyrkomötet 1878 och fick detta uppdrag förnyat vid följande kyrkomöten. Sitt sista kyrkomöte 1898 bevistade han som ställföreträdare för biskop Sjöbring. 
E.M. Rodhe skriver i Nordisk Familjebok: "W. företrädde en konservativ kyrklig ståndpunkt och var öfver hufvud en synnerligen tilltalande och ståtlig representant för den äldre, mera högkyrkliga prästtypen."